# Denise Kandel
Denise Kandel née Denise Bystryn le 27 février 1933 à Paris, est une épidémiologiste américaine.
Elle est une sociologue pionnière en épidémiologie développementale, et a consacré sa carrière à étudier la toxicomanie aux États-Unis.

## Biographie
Denise Bystryn est la fille de parents juifs polonais ayant émigré séparément en France. La famille était établie à Colombes avant la Seconde Guerre mondiale, où Denise était scolarisée dans une école de fille. Durant l'occupation, en raison de la persécution des juifs par les nazis, la famille est séparée. Les parents sont obligés de vivre dans la clandestinité tandis que les enfants sont scolarisés dans un couvent de Cahors. 
En 1949, ils émigrent aux États-Unis.
Denise Kandel étudie alors au lycée français de New York, avant d'entamer des études supérieures en sociologie au Collège Bryn Mawr. Diplômée au bout de deux ans, elle entame ensuite des études doctorales à l'université Columbia sous la direction de Robert K. Merton et soutiens une thèse en sociologie médicale.
En 1956, elle épouse Eric Kandel, avec qui elle aura deux enfants.